# António Marinho e Pinto

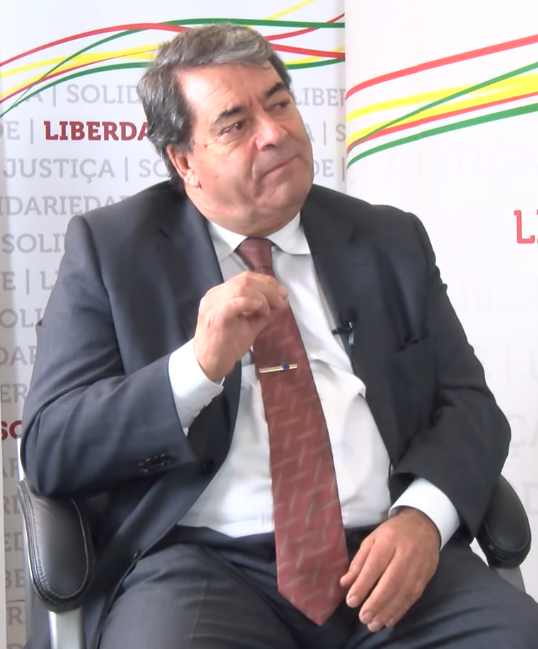
António Marinho e Pinto, 2018

António de Sousa Marinho e Pinto (* 10. September 1950 in Vila Chã do Marão, Amarante) ist portugiesischer Rechtsanwalt und Politiker. Er war Vorsitzender der Anwaltskammer seines Landes.

## Leben
Bevor er am 1. Dezember 2007 zum Vorsitzenden der Anwaltskammer gewählt wurde, war er Mitglied des Zentralrates der Organisation und Präsident des Menschenrechtsausschusses.
Bei der Europawahl 2014 kandidierte er auf dem ersten Listenplatz für die ökologisch-konservativen Partido da Terra. Dank seiner Popularität gewann die Partei 7,14 Prozent (und damit zwei Mandate). Bereits vier Monate später verließ er die Partei und gründete die Partido Democrático Republicano. Er verblieb weiterhin in der ALDE-Fraktion.
Zudem war Marinho Pinto unter anderem als Journalist tätig. Derzeit doziert er als Gastprofessor an der Universität Coimbra.